# ستيف ريدموند
ستيف ريدموند (بالإنجليزية: Steve Redmond)‏ هو لاعب كرة قدم بريطاني في مركز الدفاع، ولد في 2 نوفمبر 1967 في ليفربول في المملكة المتحدة. شارك مع منتخب إنجلترا تحت 19 سنة لكرة القدم ومنتخب إنجلترا تحت 21 سنة لكرة القدم. أما مع النوادي، فقد لعب مع أولدهام أثلتيك ومانشستر سيتي ونادي بارسكو ونادي بوري.

## وصلات خارجية
- ستيف ريدموند على موقع قاعدة بيانات كرة القدم.إي يو (الإنجليزية)
- ستيف ريدموند على موقع Soccerbase.com (لاعب) (الإنجليزية)
- ستيف ريدموند على موقع عالم كرة القدم.نت (الإنجليزية)